# ألبرتو سبنسر
ألبرتو سبنسر (بالإسبانية: Alberto Spencer) مواليد (6 ديسمبر 1937 - 3 نوفمبر 2006)، هو لاعب كرة قدم إكوادوري سابق كان يلعب كمهاجم، شارك خلال مسيرته في 646 مباراة وسجل 446.

## المسيرة الاحترافية
- بنيارول
- نادي برشلونة
- منتخب الإكوادور لكرة القدم
- منتخب الأوروغواي لكرة القدم

## روابط خارجية
- ألبرتو سبنسر على موقع الاتحاد الأوربي (الإنجليزية)
- ألبرتو سبنسر على موقع قاعدة بيانات كرة القدم.إي يو (الإنجليزية)
- ألبرتو سبنسر على موقع ناشيونال فوتبول تيمز (الإنجليزية)